# Ashford (Hampshire)
Ashford – wieś w Anglii, w hrabstwie Hampshire. Leży 51 km na północny wschód od miasta Dorchester i 135 km na południowy zachód od Londynu.